# Nieuwe Pekela
Nieuwe Pekela (Gronings: Nij Pekel) is een plaats en voormalige gemeente in de Nederlandse provincie Groningen. Nieuwe Pekela ligt zes kilometer ten oosten van Veendam. De plaats is ontstaan na Oude Pekela. De naam is ontleend aan de rivier de Pekel A. Samen vormen beide dorpen tegenwoordig de gemeente Pekela.

## Geschiedenis
De eerste notatie in de geschiedenis van de plaats begon in 1599 toen een aantal Friezen en Hollanders, verenigd in de zogenaamde Pekelcompagnie, veengronden langs het riviertje de Pekel A kochten van eigenaren uit het naburige stadje Winschoten. Doel van de compagnie was het winnen van turf, door het afgraven van veen wat veel aanwezig is in Oost-Groningen.
In de 18e eeuw werd in het dorp een Lutherse kerk gebouwd. In de 18e eeuw kwam ook de zeevaart richting Duitsland, Polen en de Baltische staten op gang. In de 19e eeuw kwam deze tot ongekende bloei en bevoeren Pekelder zeeschepen alle wereldzeeën.
In 1810 werd Pekela gesplitst in Oude en Nieuwe Pekela, toen Nederland werd ingelijfd bij Frankrijk.

## Foto's

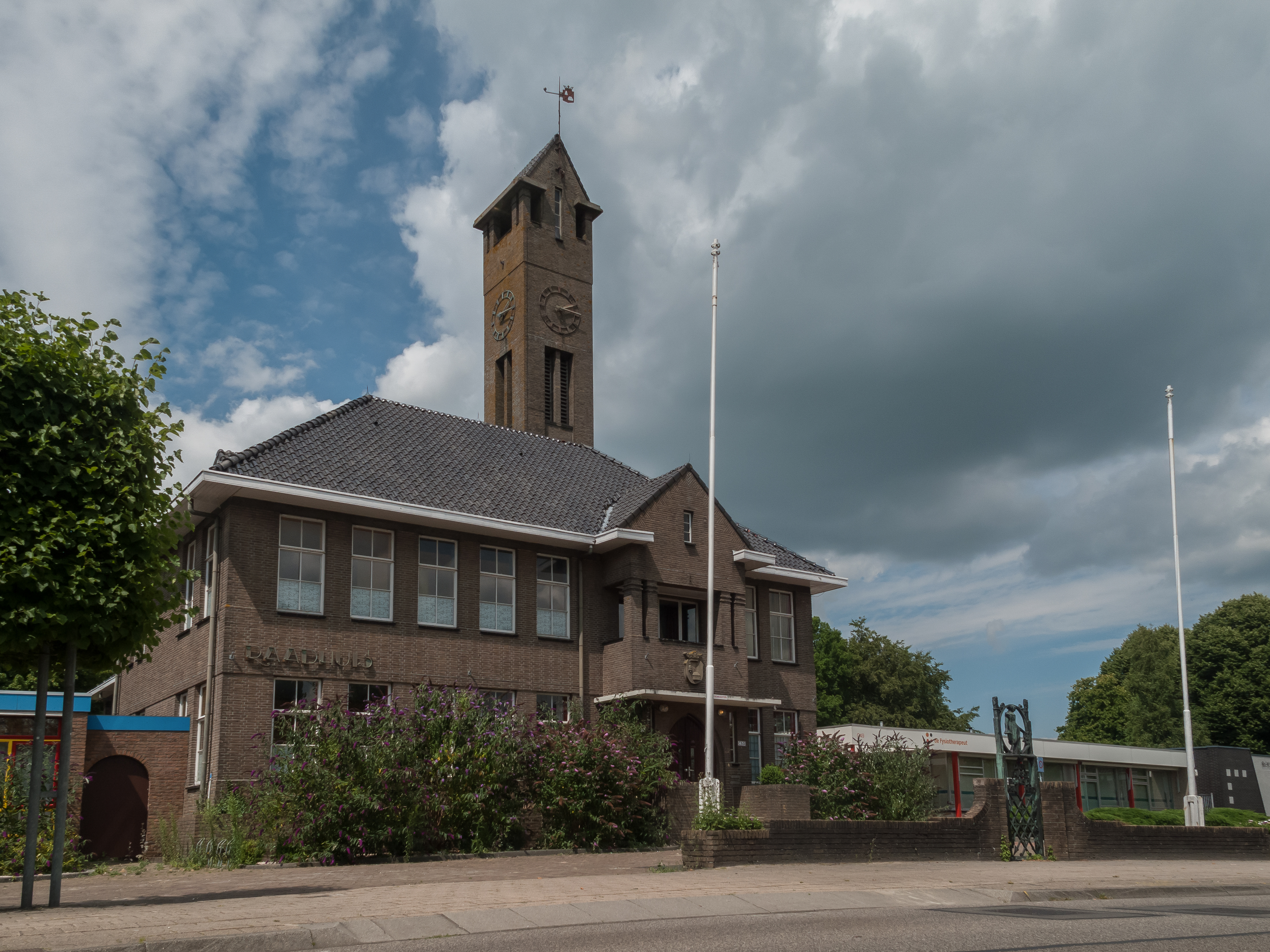
Nieuwe Pekela, het voormalige gemeentehuis
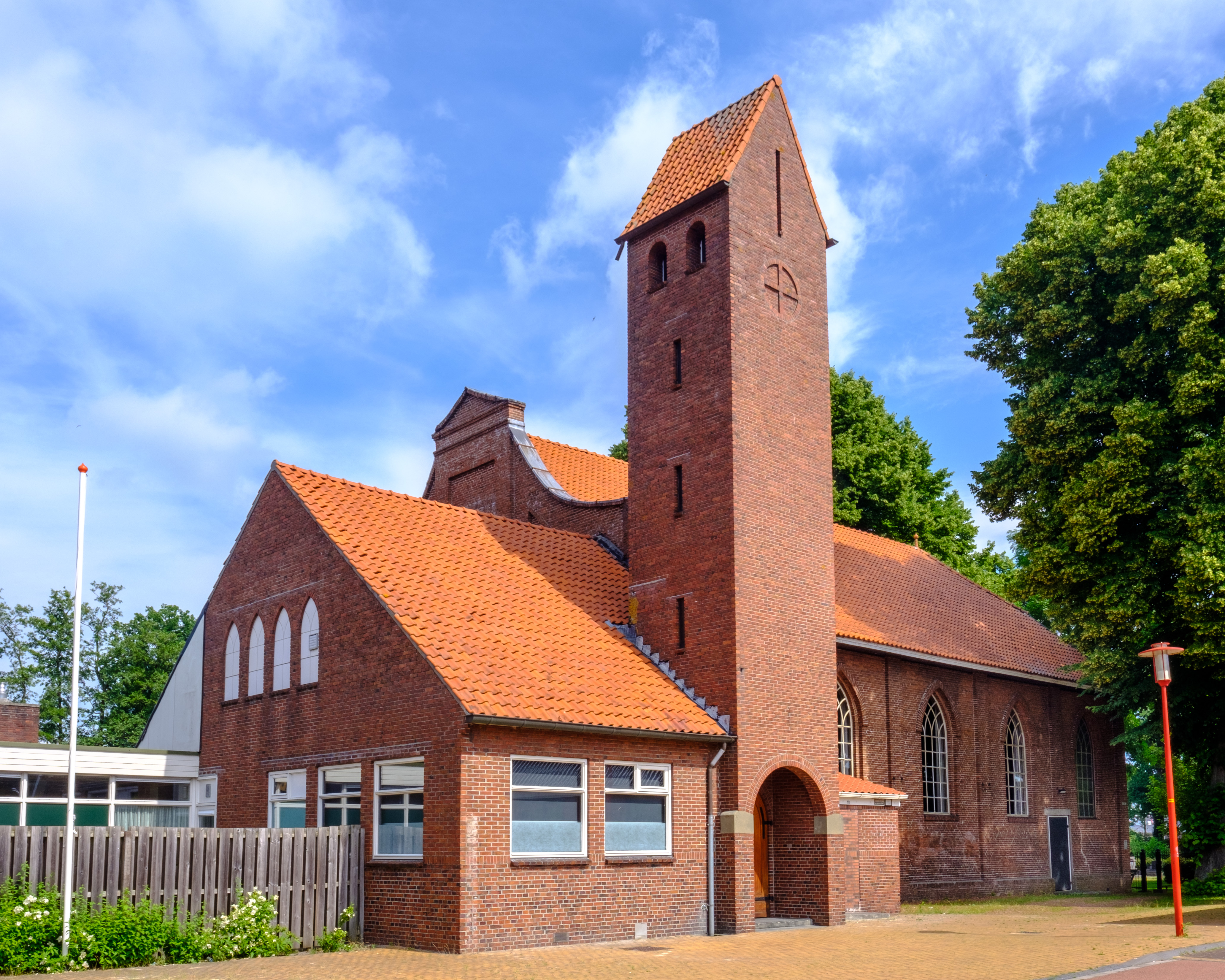
De neogotische gereformeerde kerk uit 1866. De toren en uitbreiding links zijn van 1940.
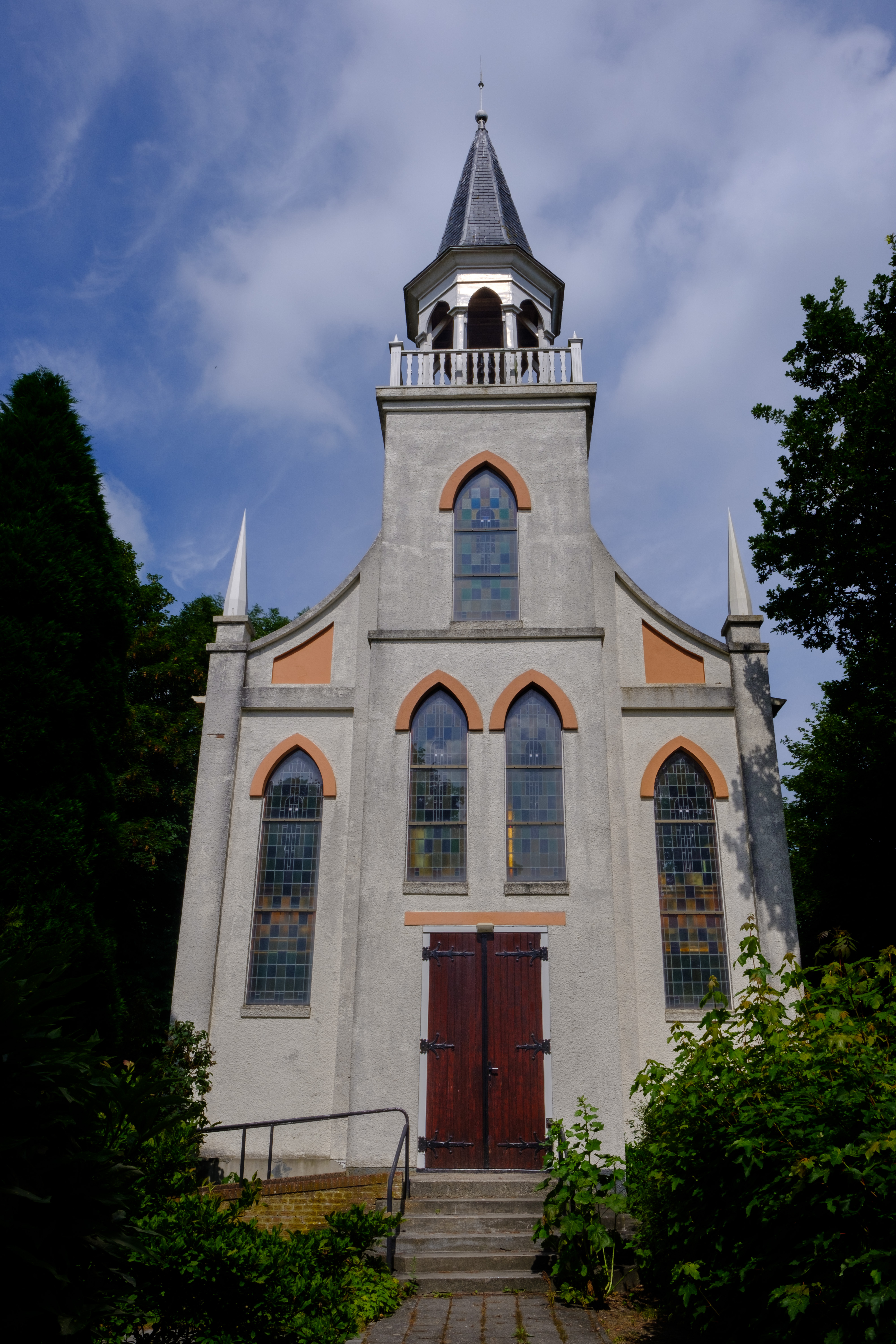
De Evangelisch-Lutherse kerk uit 1753
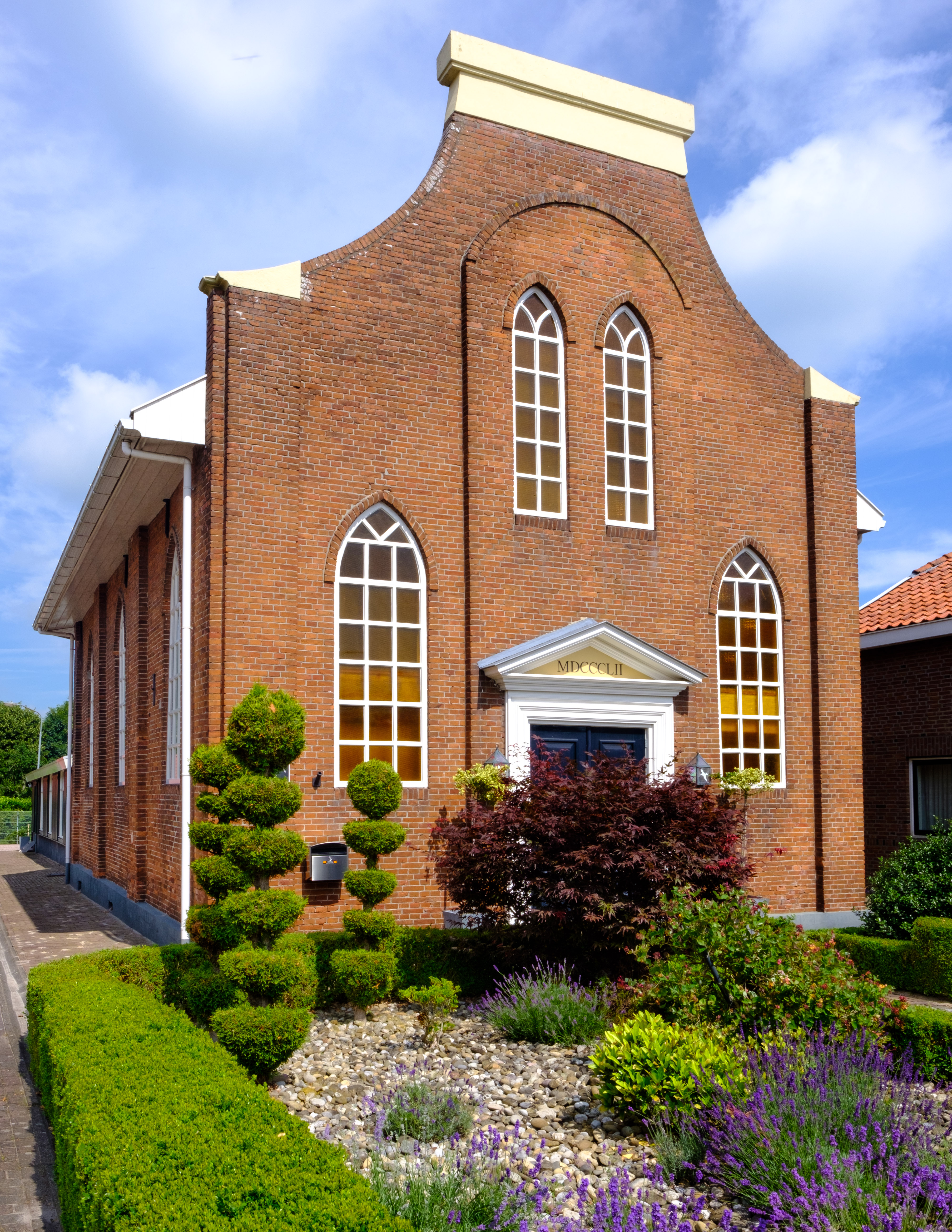
De doopsgezinde kerk uit 1852
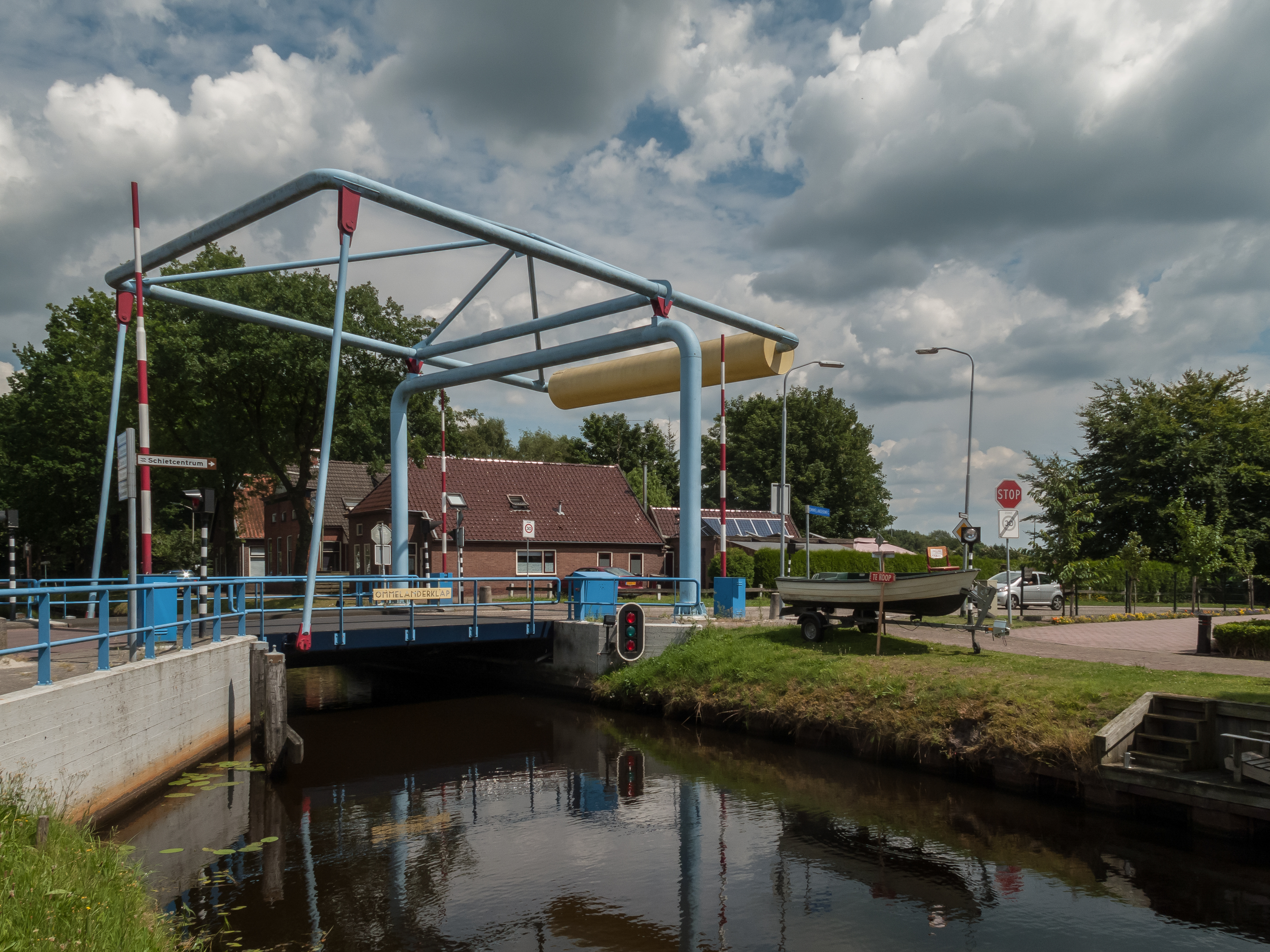
Nieuwe Pekela, ophaalbrug de Ommelanderklap
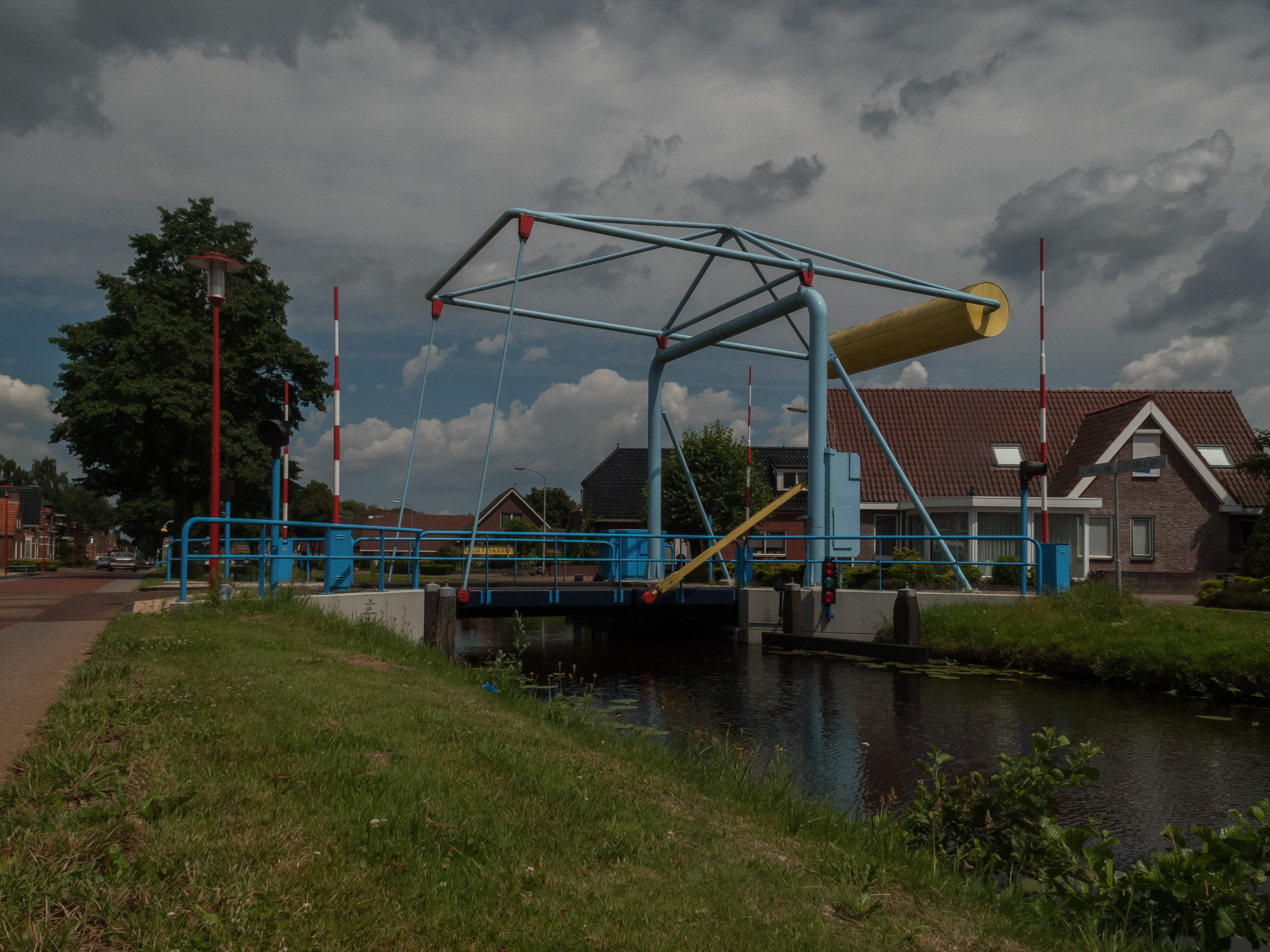
Nieuwe Pekela, de Zuidkant Klap
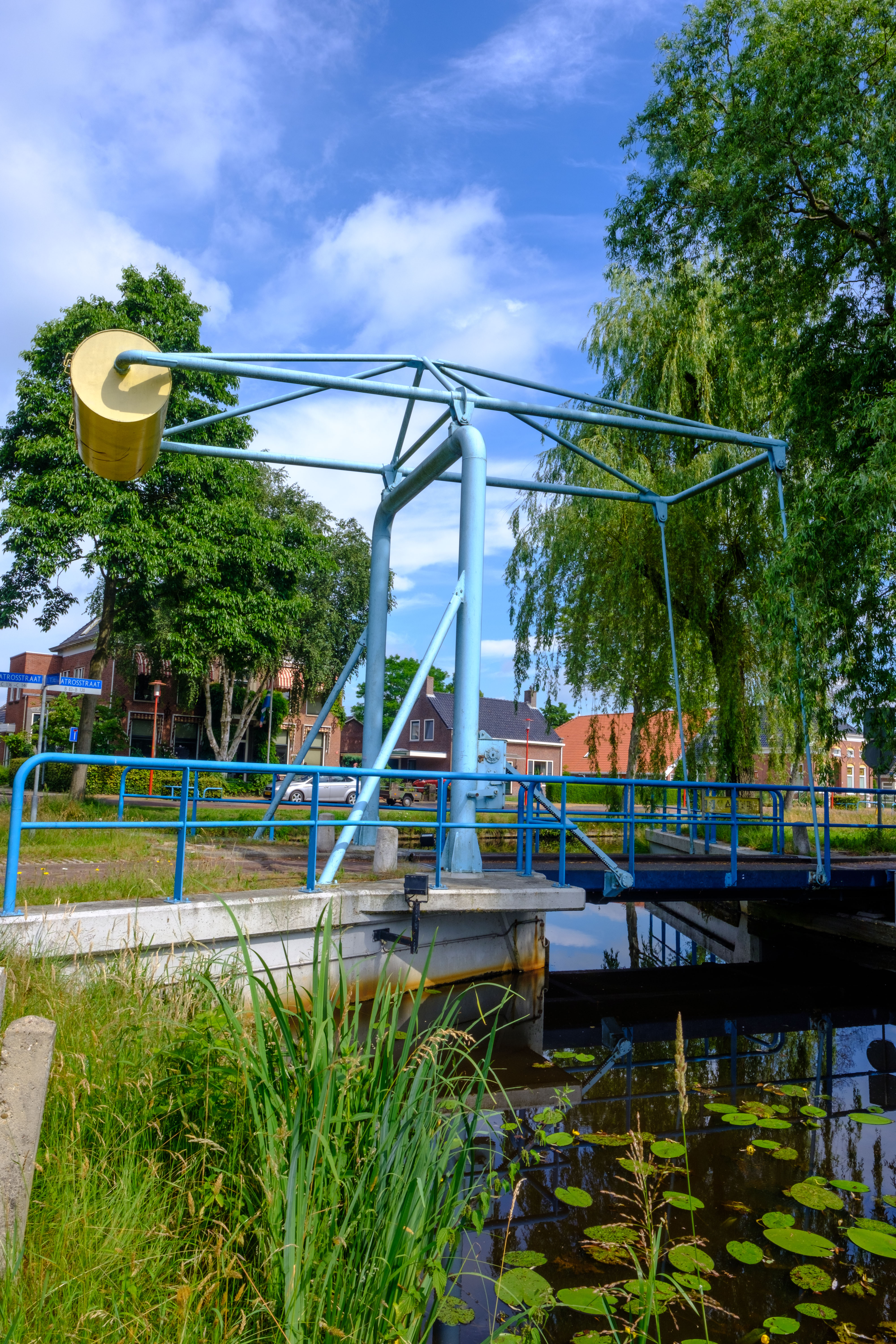
De (brug) Hekbadde over de Poortmanswijk
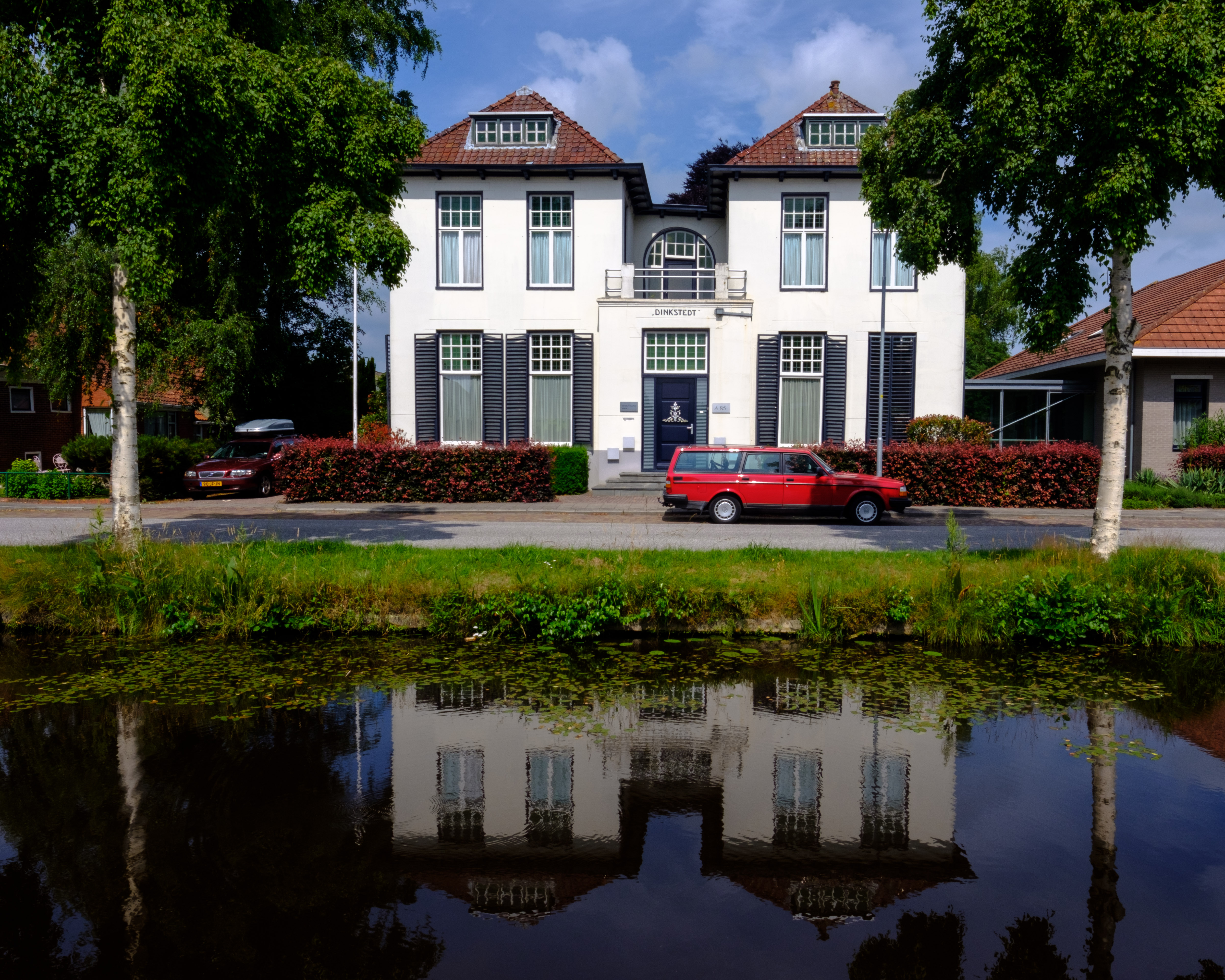
Notariswoning Villa Dinkstedt

## Sigarenfabriek
In Nieuwe Pekela bevond zich aan de Albatrosstraat 2-3 de sigarenfabriek, Champ Clark & Lugano Sig.fabr. v/h R.H. Koning & Zn. Uit het vroegere personeelsbestand is het Chr. Mannenkoor "Albatros" ontstaan, dat genoemd werd naar de fabriek. Het boekt tot op de dag van vandaag nog veel successen. Na de Tweede Wereldoorlog werd in 1946 gemeentelijk bepaald dat de gemeente die in wijken was verdeeld straatnamen zou krijgen. Besloten werd om aan het gedeelte waaraan sigarenfabriek Albatros lag, de straatnaam Albatrosstraat toe te kennen. Toen het bedrijf van R.H. Koning een N.V. werd, werden de merken "Champ Clark" en "Lugano" gebruikt voor de naam van de N.V. De sigarenfabriek bestaat niet meer, en de vroegere directeurswoning is nu een ouderenpension, maar de naam Champ Clark is gebleven.
Verder staat er een korenmolen in Nieuwe Pekela, De Zwaluw geheten.

## Sport en cultuur
Het museum Kapiteinshuis Pekela is gevestigd in Nieuwe Pekela. De bibliotheek in het dorp sloot in 2021 en verplaatste haar werkzaamheden naar de vestiging in Oude Pekela. De Christelijke muziekvereniging Excelsior maakt gebruik van de Gereformeerde kerk.
Ook zijn er verschillende sportmogelijkheden in Nieuwe Pekela te vinden. Het Burgemeester Boekhoven Sportpark is de thuishaven van VV Pekela, met de naastgelegen tennisbanen van TC Nieuwe Pekela en sporthal De Spil. Ten zuiden van het dorp ligt het terrein van schietsportvereniging Vulpes Vulpes en een manege.

## Geboren
- Klaas Lammerts Tiktak (1765-1844), rentenier en schout
- Jacob Harms de Weerd (1782-1859), schout/burgemeester
- Bernard Heimans Catz (1789-1887), destillateur
- Kornelius Mennes Brouwer (1797-1876), landbouwer, kapitein van de schutterij en burgemeester
- Kornelis Dik (1849-1926), gemeentesecretaris en burgemeester
- Jan de Boer (1859-1941), gymnast
- Reint Harm Koning (1865-1939), oprichter en directeur van sigarenfabriek "Albatros"
- Tonnis Holthuis (1880-1937), architect
- Piet Keuning (1882-1962), onderwijzer, dichter en ondernemer
- Mees Toxopeus (1886-1974), schipper
- Anko Scholtens (1893-1943), schooldirecteur en verzetsstrijder
- Geert Westers (1898-1962), fabrikant en verzetsstrijder
- Lidy van Eijsselsteijn (1904-1986), dichteres en schrijfster
- Geert Bruintjes (1907-1942), verzetsstrijder
- Jurjen Geert Pinkster (1913-1945), makelaar en verzetsstrijder
- Carel Kral (1917-1995), ondernemer en fotograaf
- Johannes Dijkhuis (1922-1944), verzetsstrijder
- Jan Koolhof (1922-1944), machinebankwerker en verzetsstrijder
- Wilte Mulder (1928-2015), politicus
- Eisso Woltjer (1942), politicus
- Hans Boekhoven (1946), politicus
- Rika Pot (1950), burgemeester
- Janneke Snijder-Hazelhoff (1952), politica
- Jaap Wolters (1955), ondernemer
- Marcel Meijer (1966), Deens politicus